# Coradia LIREX
De Alstom Coradia LIREX is een treinstel, een zogenaamde lichtgewichttrein, met lagevloer over de hele lengte voor het regionaal personenvervoer. Het acroniem LIREX staat voor Leichter, innovativer Regionalexpress. Het treinstel was bij DB Baureihe 618/619.

## Geschiedenis
Het door Alstom Transport Deutschland ontworpen en gebouwde treinstel is een prototype dat de basis vormt voor een serie elektrische treinstellen van het type Coradia.

## Constructie en techniek
Het treinstel heeft een lagevloer en is uitgerust met eenassige draaistellen en een Jacobs draaistel in het midden van de trein. Het treinstel is opgebouwd uit een aluminium frame. Het treinstel is uitgerust met luchtvering. Voor de aandrijving was de keuze mogelijk tussen elektrische, dieselelektrische of hybride aandrijving.

### Nummers
Het treinstel is als volgt samengesteld:
- 618 001 + 619 001 + 619 101 + 619 601 + 619 501 + 618 501

## Treindiensten
Oorspronkelijk zou het treinstel door Deutsche Bahn (DB) op het traject tussen Thale via Quedlinburg en Maagdenburg worden ingezet. Het treinstel werd als Regional-Express tussen Maagdenburg en Wittenberge ingezet. Enkele treinen reden door naar Ludwigslust met aansluiting op de ICE op Hamburger Bahn. Eind juni 2006 werd het treinstel door de DB uit de dienst genomen.